# João Parvi
João Parvi (em Latim Ioannes Parvi ou Ioannes Pettit), e também conhecido como D. João de Évora (Bayeux, Normandia, c. 1480 - Ribeira Grande, Cabo Verde, 29 de Novembro de 1546), foi um prelado português de origem francesa.

## Biografia

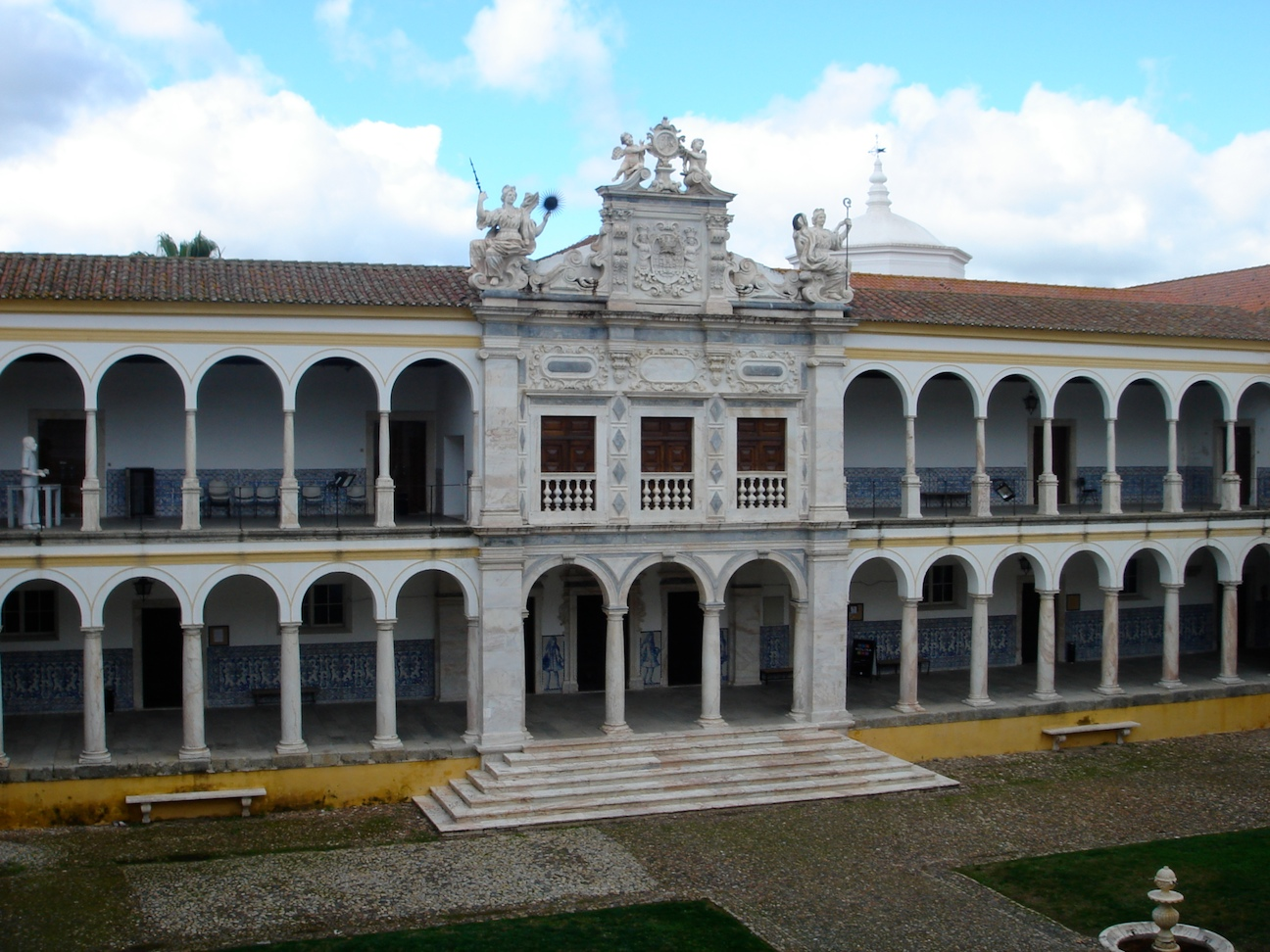
Universidade de Évora.

### Nascimento e educação
Nasceu na diocese de Baiona, em França, com o nome de Jean Petit, tendo sido naturalizado português por mercê do Rei D. João III de Portugal.
Documenta-se como Doutor em 1520, na Universidade de Lisboa, então Estudos Gerais. Fez parte do núcleo humanista da Universidade de Évora], de que também fizeram parte nomes como D. Francisco de Melo, Mestre André de Resende e Nicolau Clenardo.

### Carreira eclesiástica
Foi membro do Cabido da prestigiada Sé de Évora, onde ocupava a posição de Arcediago do Bago e Cónego Magistral, sendo o eclesiástico a oficiar nesta cátedra.
Em 23 de Setembro de 1538, foi apresentado e ordenado como 2.° Bispo de Cabo Verde. Foi a segunda pessoa a ocupar esta posição, após D. Brás Neto, que ficou em Lisboa e não chegou a vir ao arquipélago.
Foi contemporâneo de D. Martinho de Portugal, que tinha sido enviado pelo rei a Roma aos Estados Pontifícios, para criar as Dioceses de Angra, Cabo Verde, São Tomé e Goa, o que pode ter tido influência na sua escolha.
Ainda em Portugal, em 1538, fez chegar à Inquisição de Lisboa uma carta sobre os abusos dos Cristãos-Novos nas ilhas de Cabo Verde, pelo que deve ter trocado correspondência com as autoridades civis e eclesiásticas locais.
Em 23 de Setembro de 1538, foi confirmado pela Cúria Romana, e em 19 de Outubro desse ano principiou a conferir ordens sacras, pelo que deve ter sido neste período que foi sagrado na dignidade episcopal. No entanto, demorou a ir residir para o seu bispado, tendo-se confirmado a sua estada em Évora até Janeiro de 1545. Em Setembro desse ano, fez o seu Testamento, deixando como herdeiro o seu "sobrinho", mas que tudo indica que fosse seu filho, Reginaldo Parvi, nascido cerca de 1520, casado e com descendência; neste documento, relatou estar prestes a partir para a Ilha de Santiago de Cabo Verde, onde provavelmente chegou em finais de 1545, sendo então o primeiro Bispo residente.
O Padroado Régio estava ciente do arranque frágil dos Bispados atlânticos insulares e, enquanto D. João Parvi não foi residir, o Rei nomeou um Visitador do arquipélago, que devia exercer igualmente o posto de Lugar-Tenente do Vigário-Geral e Ouvidor do Eclesiástico em Cabo Verde. Foi designado Afonso Martins, Beneficiado da Igreja da cidade da Ribeira Grande, que, entre outras acções fiscalizadoras que terá desenvolvido, se deslocou à ilha do Fogo, a pedido da elite local, a fim de fazer visitação à Igreja de São Filipe, na vila com o mesmo nome.
D. João Parvi deu início à organização das estruturas diocesanas, nomeadamente ao Cabido, conforme o prescrevia a Bula de criação do Bispado de Cabo Verde.

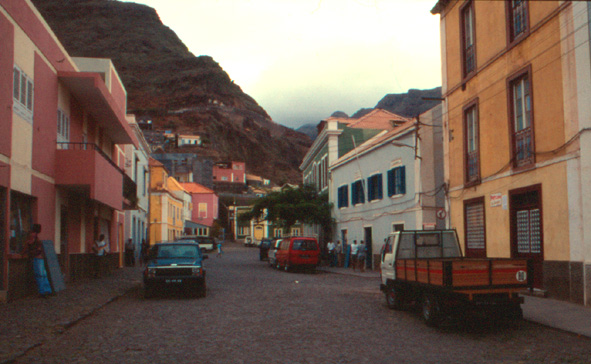
Ribeira Grande.

### Falecimento
Faleceu na Ribeira Grande, em Santo Antão, a 29 de Dezembro de 1546, tendo cumprido apenas cerca de um ano de episcopado. A sua sepultura foi instalada na Igreja de Nossa Senhora do Rosário, na Ribeira Grande. Legou um foro ao cabido, para que este lhe rezasse missas por sua alma. Foi sucedido, no cargo de Bispo, por Francisco da Cruz.
Cerca de 120 anos depois, por volta de 1670, Manuel Severim de Faria, em tom apologético, refere-se a D. João Parvi como um sacrificado ao serviço da Igreja, afirmando que faleceu rapidamente depois de chegar devido ao fervor com que se dedicava à actividade pastoral, não tendo sequer observado o devido resguardo de saúde de alguns meses a que o clima local obrigava os reinóis. Diz textualmente que «expirou estando crismando, afrontado com o trabalho de muita gente».